# Холли Уэллин
Холли Уэллин (англ. Holly Wellin, 4 июля 1986 года, Уиган, Великобритания) — британская порноактриса и модель.

## Биография
Холли потеряла девственность в 14 лет. Окончив школу в 16 лет, Холли пошла в колледж парикмахерского искусства и стала квалифицированным парикмахером в 18 лет. В фильмах для взрослых снимается с 2004 года, до этого работала моделью для английских мужских журналов. Холли также работала на таких сайтах для взрослых, как Brazzers, BangBros, Hustler, Premium HDV и Explicit Interracial.
Есть татуировка в виде павлиньего пера, расположенного от левого безымянного пальца до тыльной стороны кисти и запястья.
По данным на 2019 год, снялась в 497 порнофильмах.

## Награды
- 2008 — F.A.M.E. Award — Финалистка в номинации Most Underrated Star[5]

### Номинации
- 2004 — XRCO Award — Teen Cream Dream[6]
- 2007 — AVN Award — Best Anal Sex Scene, Video — 'T' for Tushy (вместе с Томом Байроном)[7]
- 2009 — AVN Award — Unsung Starlet of the Year[8]
- 2009 — AVN Award — Most Outrageous Sex Scene — Oh No! There’s A Negro In My Daughter! (вместе с Кайлом Стоуном и Rock the Icon)[8]
- 2009 — AVN Award — Best Anal Sex Scene — Anal Full Nelson 5 (вместе с Jenner)[8]
- 2009 — AVN Award — Best All-Girl Group Sex Scene — The Violation of Flower Tucci (вместе с Одри Холландер, Флауэр Туччи, Мисти Стоун, Stephanie Cane, Mickey Graham, Desire Moore и Brooke Scott)[8]
- 2010 — AVN Award — Best All-Girl Group Sex Scene — The Violation of Harmony (вместе с Дженнифер Дарк, Одри Холландер, Хармони Роуз, Гвен Саммерс и Моникой Мейхем)[9]
- 2010 — AVN Award — Unsung Starlet of the Year[9]